# Mardalsfossen
Mardalsfossen är ett vattenfall vid sydänden av Eikesdalsvatnet i Molde kommun i landskapet Romsdal i Møre og Romsdal fylke i Norge. Vattenfallet skapas av älven Mardøla och faller 705 meter ned mot Eikesdalsvatnet. Det högsta fria fallet uppges vara 297 m, vilket skulle göra det till det högsta i Nord-Europa och Mardalsfossen till världens fjärde högsta fria vattenfall.
Det råder dock stor oenighet om både fallets totalhöjd och det högsta fria fallets höjd. Norges statistiska centralbyrås årsbok 2007 uppger att totalhöjden är 705 meter och högsta fria fallet 250 meter, medan vattenfallsdatabasen waterfalls.com räknar totalhöjden till 657 meter och det högsta fria fallet till 358 meter.
Det går en bilväg fram till en parkeringsplats nedanför vattenfallet. Från parkeringsplatsen är det 30–45 minuters gångväg upp till vattenfallet.